# Beryl Penrose
Beryl Penrose Collier (Sydney, 22 dicembre 1930 – 22 giugno 2021) è stata una tennista australiana.

## Biografia
Vinse il titolo in singolare all'Australian Open nel 1955 superando in finale Thelma Long con il punteggio di 6-4, 6-3. Sempre all'Open australiano vinse due edizioni del torneo di doppio femminile entrambe in coppia con Mary Bevis Hawton, la prima nel 1954 battendo in finale Hazel Redick-Smith e Julia Wipplinger per 6-3, 8-6. la seconda nel 1955. Nel 1956 si aggiudicò anche il torneo di doppio misto in coppia con Neale Fraser.
Muore il 22 giugno 2021 all'età di 90 anni.